# 満田拓也
満田 拓也（みつだ たくや、1965年6月17日 - ）は、日本の漫画家。広島県福山市出身。双子座、血液型O型。埼玉県在住。
代表作は『MAJOR』。『MAJOR』で第41回（平成7年度）小学館漫画賞受賞。

## 来歴
1982年、「蛮勇」で第11回小学館新人コミック大賞少年部門佳作を受賞、同作品でデビュー。
1988年、『週刊少年サンデー』（小学館）にて、バレーボールを題材にした『健太やります!』を連載。同作品の舞台である坂見台高校は、満田の出身高である広島県立福山誠之館高等学校がモデルとなっており、随所にその形跡が見られる。1994年まで連載した。
1994年、『週刊少年サンデー』にて、野球漫画『MAJOR』を連載、16年間続く長編漫画となり2004年にアニメ化されるなど大ヒットとなった。2010年に終了し、単行本は全78巻に及んだ。これは、後に『名探偵コナン』に抜かれるまで少年サンデーコミックス史上最多巻数記録であった。
2011年、『週刊少年サンデー』にて、ボクシングを題材とした『BUYUDEN』を連載した。しかし2014年1月に打ち切りとなり連載は終了した。
2015年からは『週刊少年サンデー』にて、『MAJOR』の主人公、吾郎の息子である大吾を主人公とした続編『MAJOR 2nd』を連載中である。なお、2018年53号から2019年20号まで、体調不良のため長期休載していた。2021年46号から2022年48号まで体調不良のため再度長期休載となった。

## 作品リスト
- 健太やります!（週刊少年サンデー 1989年30号 - 1994年24号、全26巻・ワイド版全14巻・文庫版全14巻）
- MAJOR（週刊少年サンデー 1994年33号 - 2010年32号、全78巻）
- BUYUDEN（週刊少年サンデー 2011年16号 - 2014年9号、全13巻）
- MAJOR 2nd（週刊少年サンデー 2015年15号 - 連載中、既刊30巻）
- 漫画NTT株は大化けする!
- まんがで覚えるバイク（原付）免許（1987年、永岡書店）

## 関連人物

### 師匠
- 原秀則

### アシスタント
- 久米田康治（ただし務めたのは2日間だけという）
- 松江名俊
- 藪野続久[9]
- 奥英樹[10]

### アシスタント仲間
- 猪熊しのぶ

## その他
- 東京ヤクルトスワローズの情報誌『ondo』で対談した事があり、『MAJOR』の茂野吾郎がスワローズのユニフォームを着たイラストが描き下ろされた。
- テレビ新広島『全力応援 スポーツLOVERS』のポスターを2018年秋に描き下ろし[3]。